# Prosopocoilus bulbosus mandibularis
Prosopocoilus bulbosus mandibularis es una subespecie de coleóptero de la familia Lucanidae.

## Distribución geográfica
Habita en Vietnam.